# Morphologie (Sportwissenschaft)

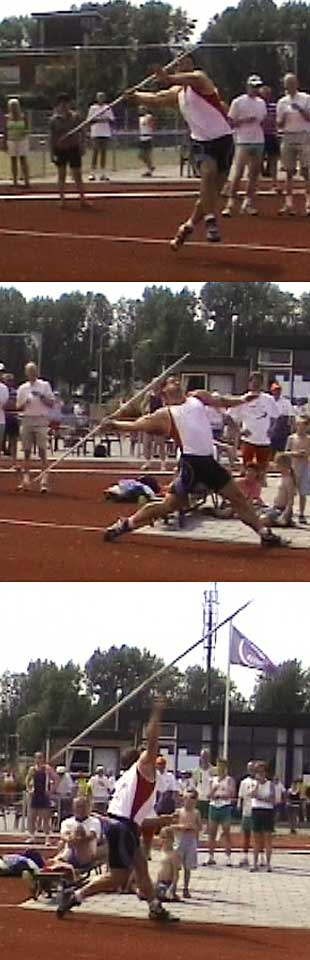
Morphologische Untersuchung der Technik beim Speerwurf mit der Einteilung in Vorbereitung-, Haupt- und Endphase.

Die Morphologie (von griechisch μορφή, morphé, „Gestalt, Form“, und λόγος, lógos, „Wort, Lehre, Vernunft“) ist die Lehre von der äußerlich wahrnehmbaren Form oder Gestalt eines Sachverhaltes und ihrem Wandel. Sie wird in verschiedenen Wissenschaften wie der Astronomie, der Linguistik, der Biologie und der Bewegungswissenschaft angewendet. In der Bewegungswissenschaft als Teilgebiet der Sportwissenschaft ist sie eine der ganzheitlichen Betrachtungsweisen zur Bewegungsanalyse.

## Bewegungsanalyse
Die morphologische Bewegungsanalyse zerlegt sportliche Bewegungsabläufe in direkt wahrnehmbare Merkmale der äußeren Form oder Gestalt und untersucht deren Beziehungen. Es wird nur der äußerlich sichtbare Teil einer Bewegung betrachtet. Nicht sichtbare Teile der Bewegung wie auftretende Kräfte, physikalische Gesetze oder innere Steuerungsprozesse werden nicht untersucht. Die morphologische Untersuchung ist oft die erste Stufe der Analyse einer Bewegung im Leistungssport, im Alltag eines Lehrers oder Trainers ist sie oft die einzige. Neben der einfachen Beobachtung bieten sich Methoden an, welche die Bewegungen zum Teil objektivieren, wie Video und Bild.
Die Morphologie ist eine pädagogisch ausgerichtete Bewegungsanalyse und vor allem für die Sportpraxis von Bedeutung. Anhand der reinen Beobachtung ist es möglich, dem Sportler eine zeitnahe Rückmeldung über seine Bewegung zu geben, welche passend und wirksam formuliert werden kann. Es werden nicht Einzelmerkmale bewertet, sondern die Bewegung merkmalsübergreifend analysiert. Verschiedene Aspekte des wissenschaftlichen Vorgehens (Beschreiben, Erklären, Veränderungsmaßnahmen) werden als Einheit interpretiert. Sie greift für die Formulierung allgemeiner Bewegungskategorien wie zum Beispiel Phasenstruktur der Bewegung oder Bewegungsrhythmus auf qualitative äußere Eindrucksanalysen, also Beobachtungen, zurück. Die Bewegung wird in subjektiver Sicht aus dem Erleben des Individuums bewertet.
Entscheidend in der Morphologie ist, dass dem Lehrer oder Trainer alle relevante Informationen zur Verfügung gestellt werden sollen. Dabei ist entsprechend der pädagogischen Ausrichtung jedes Vorgehen möglich, was diese Arbeit fördert. Neben einer subjektbezogenen qualitativen Betrachtung der Bewegung können daher biomechanische Erkenntnisse verwendet werden, sofern sie der Beschreibung und Erklärung von Bewegungen dienen und geeignet sind Fehler zu erkennen und Korrekturen zu geben.
Morphologie ist kaum an der Theorie orientiert, sie geht von der Praxis aus und ist für die Praxis konzipiert. Sie ist dementsprechend eine sehr frühe Betrachtungsweise, die ohne aufwändige Hilfsmittel eingesetzt werden kann. Hilfen in der Morphologie sind ausschließlich das Auge, Video- und Fotoaufnahmen. Der Sportler kann dabei in seiner gewohnten Umgebung und in seinen Bewegungen uneingeschränkt agieren. Im Mittelpunkt steht das Ziel: Fehler erkennen, Korrektur geben, um somit die Bewegung zu optimieren.

### Bewegungsmerkmale
Morphologische Bewegungsmerkmale dienen dazu, die Aufmerksamkeit des Lehrers oder Trainers bei der Beobachtung einer Bewegungsausführung auf das Wesentliche der Bewegung zu lenken. Da im Schul- oder Trainingsalltag biomechanische Messgeräte nicht zur Verfügung stehen, stellt diese Beobachtung eine wichtige Art der Erfassung sportlicher Bewegungsabläufe dar. Ein morphologisches Merkmal zum Beispiel beim Counter Movement Jump (CMJ) ist der Bewegungsumfang, der die visuell wahrnehmbare Tiefe der Ausholbewegung widerspiegelt.
Morphologische Bewegungsmerkmale nach Meinel und Schnabel sind:
1. Struktur sportlicher Bewegungen
2. Bewegungsrhythmus
3. Bewegungskopplung
4. Bewegungsfluss
5. Bewegungspräzision
6. Bewegungskonstanz
7. Bewegungsumfang
8. Bewegungstempo
9. Bewegungsstärke

#### Struktur sportlicher Bewegungen
Die Elemente der morphologischen Grundstruktur sportlicher Bewegungen sind die Vorbereitungs-, die Haupt- und die Endphase der Bewegung.
1. Die Vorbereitungsphase soll die Hauptphase optimal vorbereiten.
2. In der Hauptphase soll die gestellte Bewegungsaufgabe direkt gelöst werden.
3. In der Endphase soll das am Schluss der Hauptphase oft labile Gleichgewicht stabilisiert werden.

Beim Speerwurf würde also der Anlauf sowie das nach hinten Ausstrecken des Armes in die Vorbereitungsphase fallen, das Beschleunigen und Abwerfen des Speeres in die Hauptphase und das Abstoppen um ein Übertreten zu vermeiden in die Endphase.
Bei zyklischen Bewegungen wie zum Beispiel beim Radfahren, gehen End- und Vorbereitungsphase ineinander über (Phasenverschmelzung).

#### Bewegungsrhythmus
Der Bewegungsrhythmus beschreibt die zeitliche Ordnung einer sportlichen Bewegung.
Während der Objektrhythmus den messbaren oder von außen wahrnehmbaren Rhythmus einer Bewegung darstellt und sich im Kraft-Zeit-Verlauf oder im räumlich-zeitlichen Verlauf einer Bewegung widerspiegelt, gibt der Subjektrhythmus die Wahrnehmung des Rhythmus einer Bewegung durch den Sportler wieder.

#### Bewegungskopplung
→ Siehe auch: Bewegungskopplung
Die Bewegungskopplung beschreibt den Zusammenhang von Teilbewegungen. Es werden die vier Aspekte Schwungübertragung, zeitliche Verschiebung von Teilbewegungen, Formen des Rumpfeinsatzes und Steuerfunktion des Kopfes unterschieden.
Im Gegensatz zu den Phasen der Struktur sportlicher Bewegungsakte handelt es sich bei der Bewegungskopplung um Teilbewegung verschiedener Teile des Körpers wie zum Beispiel Rumpf, Beine, Arme und Kopf. Damit soll eine differenzierte morphologische Analyse sportlicher Bewegung möglich werden, als es mit der Phasenstruktur allein realisierbar wäre.
- Die Schwungübertragung behandelt die Kopplung von Schwungbewegungen und Abdruckbewegungen.
- Bei vielen sportlichen Bewegungen ist eine zeitliche Verschiebung des Bewegungsbeginns rumpfnaher Teilbewegungen und des Bewegungsbeginns der Körperendglieder festzustellen.
- Formen des Rumpfeinsatzes sind die Bogenspannung, die Verwringung, der translatorische und rotatorische Rumpfansatz.
- Bei der Kopplung von Kopf- und Rumpfbewegungen spielt die Steuerfunktion des Kopfes eine wichtige Rolle.[9]

#### Weitere Bewegungsmerkmale
Während die Struktur, der Bewegungsrhythmus und die Bewegungskopplung als komplexe morphologische Bewegungsmerkmale mehrere Aspekte sportlicher Bewegungen beschreiben (Mehrdimensionalität), kennzeichnen die folgenden Merkmale nur einen Aspekt (Eindimensionalität).
| Merkmal            | Bewegungsaspekt | Beispiel                                                                                   |
| ------------------ | --- | ------------------------------------------------------------------------------------------ |
| Bewegungsfluss     | Grad der Kontinuität des Ablaufs einer sportlichen Bewegung                                                                                         | Übergang vom Anlauf zum Abwurf bei ungeübten Wurfbewegungen.                               |
| Bewegungspräzision | Grad der Übereinstimmung einer sportlichen Bewegung mit dem geplanten Verlauf oder Ziel                                                             | Verlaufspräzision beim Wasserspringen, Zielpräzision beim Freistoß oder Eckstoß im Fußball |
| Bewegungskonstanz  | Grad der Übereinstimmung von wiederholten sportlichen Bewegungen oder Teilbewegungen in Bezug auf das Bewegungsergebnis und Merkmale einer Bewegung | Ergebniskonstanz beim Schießen, Konstanz der Bewegungsmerkmale beim Wasserspringen         |
| Bewegungsumfang    | Räumliche Ausdehnung oder Amplitude einer sportlichen Bewegung                                                                                      | Weite der Ausholbewegung beim Wurf, Ruderschlag                                            |
| Bewegungstempo     | Schnelligkeit und Frequenz sportlicher Bewegungen oder Teilbewegungen                                                                               | Trittfrequenz beim Radfahren, Schlagfrequenz beim Rudern, Fortbewegungsgeschwindigkeiten   |

### Ablauf
Die morphologische Betrachtung einer Bewegung funktioniert nach folgendem Schema:
1. Der Sollwert für den Beobachter wird klar definiert. Da viele Bewegungen sehr schnell ablaufen, muss der Betrachter sich vor der Analyse im Klaren darüber sein, was er beobachten möchte: „Man sieht hauptsächlich nur das, was man weiß.“[11]
2. Die Positionierung des Beobachters oder der Videokamera muss je nachdem was beobachtet werden soll ebenfalls bewusst gewählt werden. Am Beispiel des Handstützüberschlags seitwärts lässt sich seitlich stehend während der Stützphase der Beinwinkel beobachten. Um jedoch die Beinstreckung oder den Hüftknick zu beobachten, sollte der Sportler von vorne beobachtet werden. Allgemein gilt, dass der Beobachter ausreichend Abstand zum Sportler benötigt, um den Überblick über die Gesamtbewegung wahren zu können.
3. Hilfsmittel wie Video oder Bild können eingesetzt werden. Eine erste Analyse motorischer Fertigkeiten erfolgt meist über das Auge, weshalb deren Qualität primär von den Fähigkeiten des Beobachters abhängt. Mit zunehmender Geschwindigkeit und Komplexität von Bewegungen wird dies immer schwieriger. An dieser Stelle kommen die Hilfsmittel der Morphologie zum Einsatz, welche durch die Aufnahme und Wiedergabe von Bewegungsabläufen die Defizite des Beobachters ausgleichen können.
4. Der Beobachtende vergleicht Ist und Sollwert. Durch die entstehenden Differenzen werden Fehler erkannt.
5. Fehlerursachen werden herauskristallisiert und sofortige Korrekturen können gegeben werden.[12]

### Hilfsmittel

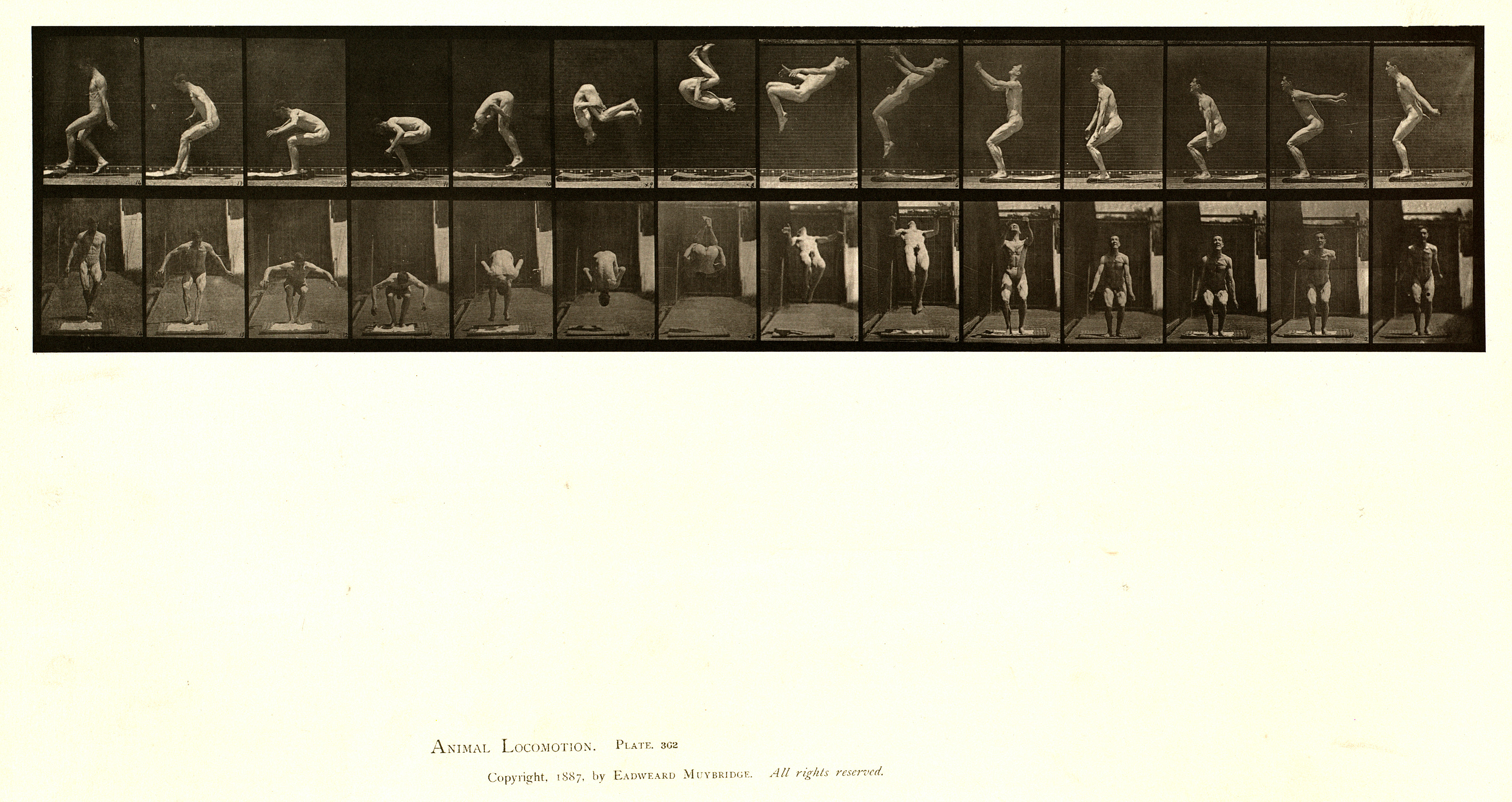
Serienfotografie Salto Rückwärts (1887).

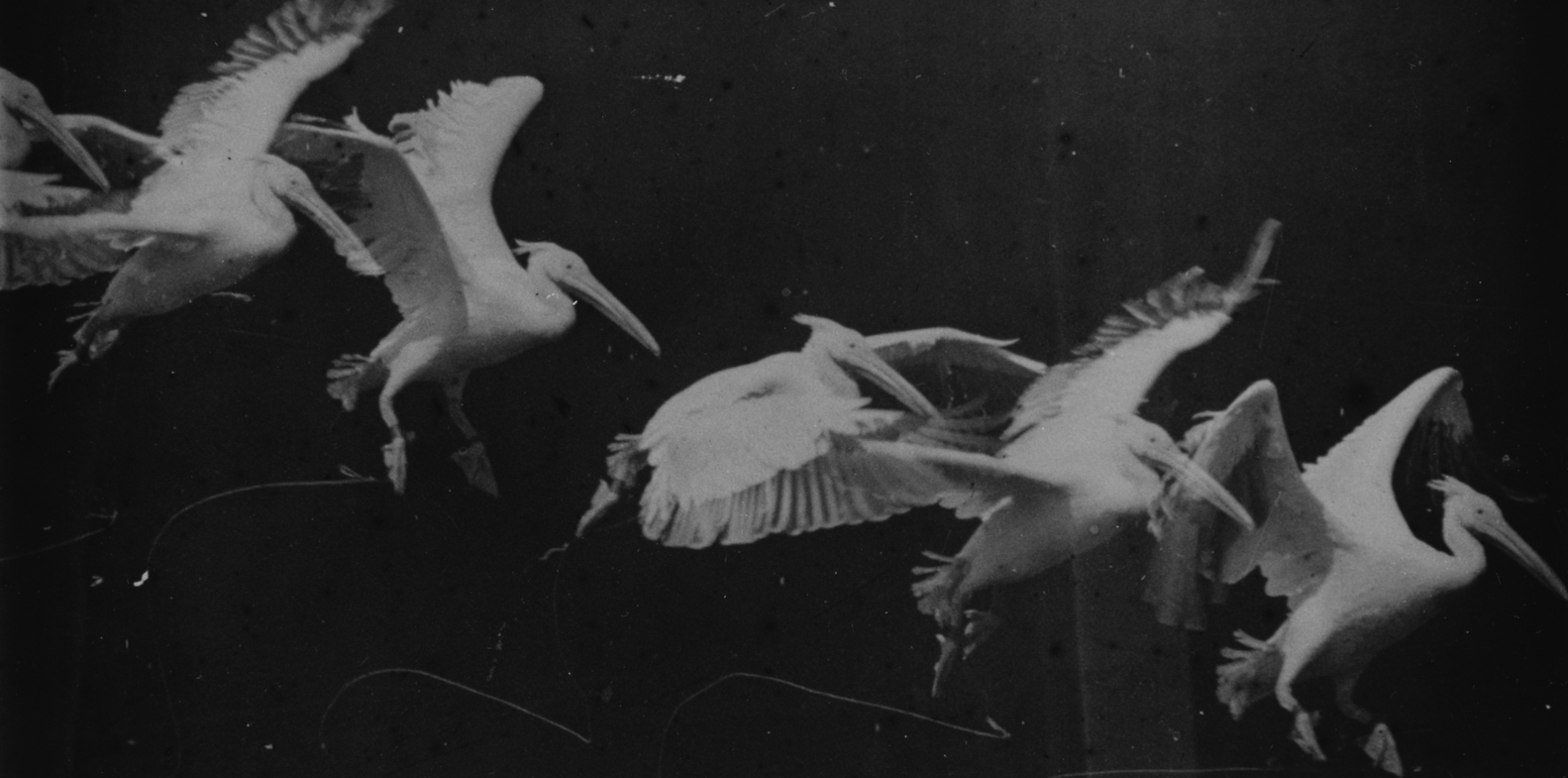
Chronofotografie eines Pelikanflugs, um 1882.

- In der Chronofotografie werden Bewegungen in mehreren Phasen bildlich eingefroren. Durch mehrfaches Belichten kann so ein Bewegungsablauf auf nur einem Bild dargestellt werden. Der Nachteil von Chronofotografie als morphologisches Hilfsmittel ist, dass sie relativ aufwendig durchzuführen ist.
- Bei der Serienfotografie wird eine Folge von schnell hintereinander fotografierten Aufnahmen zu einer Reihe oder Serie kombiniert. Während die dafür verwendeten Kameras früher vor allem aus Kosten- und Aufwandsgründen die Anwendung einschränkten, ermöglichen die heutigen digitalen Mittel eine Anwendung der Serienfotografie sowohl in den verschiedenen Bereichen des Leistungssports, als auch des Breiten- und Schulsports.
- Videoanalysen ermöglichen die präzise Beobachtung von Bewegungen, die wiederholt und in Zeitlupe angeschaut werden können. Die Bewegung kann somit zergliedert und unter verschiedenen Gesichtspunkten untersucht werden. In der Videoanalyse kann die gesamte Bewegung in ihrer Komplexität und die Entwicklung der Geschwindigkeit, während des Vorgangs betrachten werden. Da dieses effektive Hilfsmittel sehr leicht einzusetzen ist, erleichtert es Sportlern, Lehrern und Trainern die Bewegungskorrektur im Alltag.
- Kinegramm

## Vorteile
- Aus pädagogischer Sicht gilt die Morphologie als erste und notwendige Stufe von bewegungswissenschaftlichen Erkenntnisprozessen.
- Die Morphologie als Bewegungsanalyse weist als positive Besonderheit auf, dass sie als Weiterführung der Gestalttheorie, nicht nur die Wiedergabe von Bewegungen ist, sondern darin mehr erkennt als nur Einzelkomponenten. Diese ganzheitliche Betrachtungsweise, die ihren Blick auf das Wesentliche richtet, beschäftigt sich mit ihren Korrekturhinweisen konkret nach dem, was für den Lernenden zur Bewegungsverbesserung primär relevant ist.
- Entgegen der Annahme, dass die morphologische Betrachtungsweise nicht mehr als nur Sammeln, Darlegen, Analysieren und Beschreiben des Tatsachenmaterials ist, zeigt sie Gesetzmäßigkeiten innerhalb morphologischer Untersuchungen auf. Ein Beispiel zeigt sich in der kontinuierlichen Untersuchung desselben Sportlers, dessen Lernprozess über Monate oder Jahre hinweg dokumentiert wird.
- Ein großer Vorteil der Morphologie ist unumstritten die Praxisnähe, durch die es nicht nur möglich wird, Fehler zu erkennen, sondern Korrektur direkt einzustreuen, um effektiv und so erfolgs- beziehungsweise lernorientiert wie möglich zu arbeiten. Dies liegt hauptsächlich daran, dass die Ergebnisse unmittelbar vorliegen und die Bewegungskorrektur sofort wirksam werden kann.
- Die Nähe zur Praxis wird weiter unterstützt, indem diese pädagogische Betrachtungsweise mit sehr geringem (materiellem) Aufwand verbunden ist. Morphologie ist ohne finanziellen Aufwand überall und von jedem anwendbar, auch von Schülern untereinander. Jeder kann mehr oder weniger gut grobe Fehler erkennen und Feedback geben.
- Ein weiterer Vorteil ist, dass das Beobachten keine apparative Rückwirkung auf Sportler oder Lernenden hat, wodurch die sportliche Bewegung in ihrem natürlichen Ablauf analysiert werden kann. Der Übende wird nicht von am Körper angebrachten Messapparaten eingeschränkt oder seine Bewegungen verfälscht. Darüber hinaus wird Morphologie in der gewohnten Umgebung des Sportlers angewandt, womit die Originalität der Bewegung gesichert ist. Dementsprechend werden morphologische Methoden auch im Spitzensport angewandt. Die B-Note im Turnen, Turmspringen oder Skispringen zu ermitteln könnte keine andere bewegungswissenschaftliche Methode leisten.
- Morphologie ist dementsprechend eine sehr ökonomische Betrachtungsweise, bei der das Verhältnis zwischen Aufwand und Ergebnis stimmt.

## Nachteile
Es wird viel darüber diskutiert, inwiefern morphologisches Arbeiten als wissenschaftlich angesehen werden kann. Für eine wissenschaftliche Untersuchung müssen die drei Hauptgütekriterien Objektivität, Reliabilität und Validität erfüllt werden.
- Objektivität beinhaltet die Standardisierung des Tests, also in welchem Grad Testergebnisse vom Untersucher unabhängig sind. Vorausgesetzt ist, dass ein Soll-Wert bekannt ist, der meist jedoch instabil und teilweise stark variiert beim Untersuchenden vorliegt. Weiter ist erwiesen, dass ein gut ausgebildeter und erfahrener Beobachter, Fehler besser erkennen kann als ein „Laie“, der sich nicht bewusst ist, wann er seine Aufmerksamkeit auf welche Merkmale setzen muss, das heißt, dem der Soll-Wert nicht ausreichend bekannt ist. Ein weiteres Problem stellt die Konzentration des Beobachters dar. Die Umwelt und die eigenen Empfindungen des Trainers/Lehrers führen zwangsläufig dazu, dass seine Aufmerksamkeit nicht ungeteilt dem Sportler zukommen kann. Dieser Aspekt tritt vor allem bei Spontananalysen auf. Darüber hinaus legt jeder Beobachter seinen eigenen Maßstab an Gewichtungen der Bewegungskategorien fest. Um ein Ergebnis tatsächlich werten zu können, müsste ein verbindlicher Maßstab für alle definiert werden. Weitere Standardisierungen wären in der Beobachtungssprache nötig: „Ziemlich gestreckt“ oder „ein bisschen zu schnell“ müssten mit präzisen Winkeln und Geschwindigkeiten in Zusammenhang gebracht werden, was jedoch die Möglichkeiten der Morphologie deutlich überschreiten würde.
- Die Reliabilität ist die Zuverlässigkeit einer Messung. Sie bezieht sich auf die Streuung der Ergebnisse, das heißt die Genauigkeit des Messinstruments. Zum einen ist die Genauigkeit dahingegen eingeschränkt, dass die Blickmotorik nicht ausreichend schnell ist, zum anderen ist die Blickschärfe zu gering. Der Trainer/Lehrer ist damit rein körperlich nicht in der Lage, der Reliabilität gerecht zu werden.
- Die Validität gibt an, wie genau ein Test das misst, was er zu messen vorgibt. Limitierende Faktoren sind hier die Kenntnis des Soll-Wertes und die Kompetenz des Beobachters. Neben den empirischen Lücken in Objektivität, Reliabilität und Validität weist Morphologie noch weitere Nachteile auf. Die Schnelligkeit der Korrekturrückmeldung von Morphologie scheint zwar ein unangefochtener Vorteil zu sein, auf dem heutigen Stand der Technik jedoch kann Information von biomechanischen Apparaten ebenso schnell beim Sportler ankommen. Meist kann er mit dieser Art von Information wesentlich mehr anfangen als mit morphologischen Resultaten. Im Spitzensport werden noch immer Noten für den Sportler durch morphologische Betrachtungen der Kampfrichter vergeben, was hin- und wieder zu deutlichen Fehlentscheidungen führt.

Morphologie scheint für den praxisnahen Einsatzbereich zwar geeignet zu sein, sobald es jedoch darum geht Daten zu ermittelt, das heißt Fakten zu belegen, wird sie unbrauchbar. Die Betrachtung separierter Bewegungsabläufe oder die Analyse einzelner Körperteile, überschreiten die Leistungsfähigkeit der Morphologie. Morphologische Untersuchungen sollten daher durch andere Methoden ergänzt werden. Während das morphologische Arbeiten im Leistungssport eher ein anfänglicher Teilbereich ist, nimmt es in der Schule eine zentrale Stellung ein.